# Cathédrale anglicane Saint-Patrick d'Armagh
Cette  cathédrale n’est pas la seule cathédrale Saint-Patrick.
 (janvier 2010).
Si vous disposez d'ouvrages ou d'articles de référence ou si vous connaissez des sites web de qualité traitant du thème abordé ici, merci de compléter l'article en donnant les références utiles à sa vérifiabilité et en les liant à la section « Notes et références ».
La cathédrale anglicane Saint-Patrick d'Armagh de l'Église d'Irlande de Armagh, en Irlande du Nord, est le siège du diocèse d'Armagh.

## Histoire

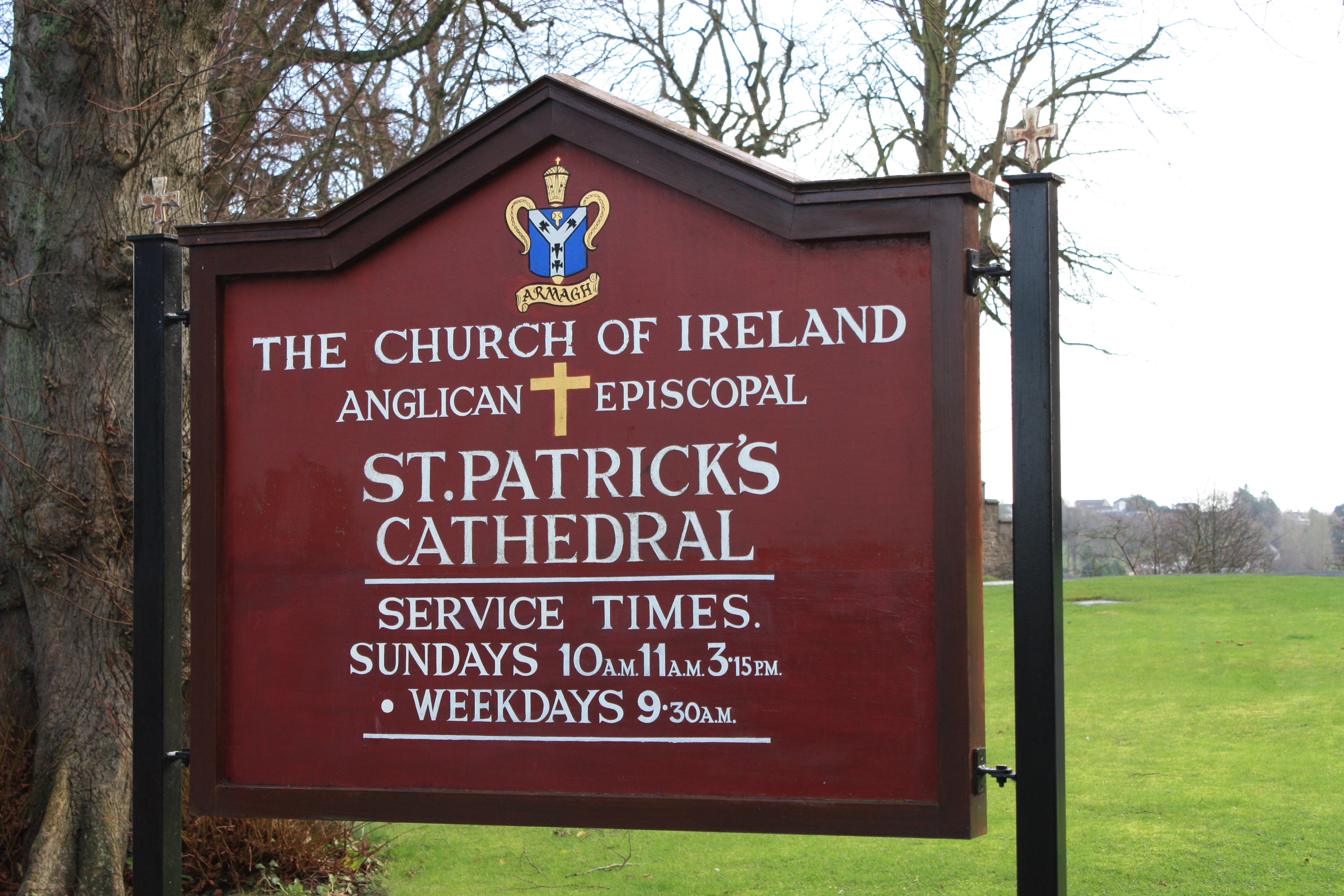
Panneau d'accueil de la cathédrale anglicane Saint-Patrick.

Les origines de la cathédrale remontent à la construction en 445 d'une église de pierre dédiée à saint Patrick, autour de laquelle une communauté monastique s'est développée. L'église est le centre de l'Église d'Irlande, cette primauté étant établie grâce à sa détention de reliques romaines (reliques de saint Pierre, saint Paul et plusieurs martyres à Rome) à la suite de leur vol par saint Sechnall (en), disciple de saint Patrick qui a dû réaliser un pèlerinage de repentance dans la capitale des Chrétiens.
L'église est détruite et reconstruite 17 fois. Elle est substantiellement restaurée entre 1834 et 1840 par l'archevêque lord John George Beresford et l'architecte Lewis Nockalls Cottingham (en).

## Personnalités inhumées
- Sainte Ethnea, baptisée par saint Patrick, morte vers 433, fêtée le 11 janvier ;
- Brian Boru (mort en 1014), roi d'Irlande ;
- John George Beresford (1773-1862), archevêque d'Armagh et primat d'Irlande ;
- Marcus Gervais Beresford (1801-1885), archevêque d'Armagh et primat d'Irlande ;
- John Crozier (1853-1920), archevêque d'Armagh et primat d'Irlande ;
- Charles Frederick D'Arcy (1859-1938), archevêque d'Armagh et primat d'Irlande.

## Orgue et organistes

### Orgue
Détails sur l’orgue

### Organistes
- 1634 – Richard Galway.
- 1661 – John Hawkshaw.
- 1695 – Robert Hodge.
- 1711 – William Toole.
- 1722 – Samuel Bettridge.
- 1752 – John Woffington.
- 1759 – Robert Barnes.
- 1776 – Langrishe Doyle.
- 1782 – Richard Langdon.
- 1794 – John Clarke Whitfield.
- 1797 – John Jones.
- 1816 – Frederick Horncastle.
- 1823 – Robert Turle.
- 1872 – Thomas Marks.
- 1917 – G. H. P. Hewson.
- 1920 – Edred Chaundy.
- 1935 – Reginald West.
- 1951 – Frederick Carter.
- 1966 – Christopher Phelps.
- 1968 – Martin White.
- 2002 – Theo Saunders.

## Sources
- (en) Cet article est partiellement ou en totalité issu de l’article de Wikipédia en anglais intitulé « St Patrick's Cathedral, Armagh (Church of Ireland) » (voir la liste des auteurs).
- (en) Site officiel